# Oliver Leaman
Oliver Leaman (* 1950) ist ein britischer Philosoph. Er ist Professor für Philosophie und für jüdische Studien an der University of Kentucky und beschäftigt sich v. a. mit arabischer und jüdischer Philosophie.

## Leben
Leaman studierte in Oxford und Cambridge, wo er 1979 seinen Doktorgrad erwarb. Er lehrte an der Universität Khartum, an der Liverpool John Moores University und lehrt seit August 2000 an der University of Kentucky, Louisville, als Professor für Philosophie und für jüdische Studien.

## Ansatz
Leamans methodischer Ansatz zielt auf eine systematische Analyse und Diskussion historischer philosophischer Problemstellungen. Er kritisiert, dass die Philosophiegeschichte jüdischer und arabischer Philosophie sich vielfach mit der Diskussion historischer Einteilungskriterien aufhält. Leaman kritisiert, dass die Geschichte jüdischer und arabischer Philosophie kein integraler Bestandteil von Forschung und Lehre philosophischer Fakultäten ist, sondern oftmals an fachfremden Orten behandelt wird, wo v. a. philologische, theologische oder religionswissenschaftliche Interessen verfolgt werden. Dabei kritisiert er insb. Vermengungen von philosophischen und religiösen Aspekten. Überhaupt kritisiert er, dass gemäß einer verbreiteten Methodologie unterstellt werde, die islamische Philosophie habe fortwährend in ihr feindlichem Kontext operiert, so dass sich hinter dem Wortlaut philosophischer Texte eine eigentlich vertretene, aber versteckt gehaltene Position verbergen würde. Eine solche Auffassung hatte v. a. Leo Strauss vertreten; dessen Voraussetzungen greift Leaman auch systematisch in seiner Maimonides-Interpretation an.

## Werke
- An introduction to medieval Islamic philosophy, Cambridge University Press 1985.
- Death and loss: Compassionate Attitudes in the Classroom, Cassell 1995.
- Evil and suffering in Jewish philosophy, Cambridge University Press 1995
- (hrsg. mit Seyyed Hossein Nasr) History of Islamic Philosophy, Routledge 1996
- Friendship East and West - Philosophical Perspectives, ed. O. Leaman, Curzon, 1996.
- (hrsg. mit D. Frank) History of Jewish Philosophy, Routledge 1996.
- Moses Maimonides, Routledge 1990, 2. A. 1997, ISBN 0-415-03608-9; Kap. 5 (The Assault on the kalam) wieder abgedruckt in: J. Krstovic (Hrsg.): Classical and Medieval Literature Criticism 76
- Averroes and his Philosophy Curzon, 2. A. 1997
- The future of Jewish philosophy, in: Frank, Daniel H./Leaman, Oliver (Hrsg.), History of Jewish Philosophy, London/New York 1997.
- (hrsg.) The Future of Philosophy: towards the 21st Century, Routledge 1998, ISBN 0-415-14928-2.
- Key Concepts in Eastern Philosophy, Routledge 1999.
- A Brief Introduction to Islamic Philosophy, Polity Press, 1999.
- Eastern Philosophy: Key Readings, London, Routledge, 2000.
- (hrsg. mit D. Frank, C. Manekin) A Reader in Jewish Philosophy, Routledge 2000
- (hrsg.) Encyclopedia of Asian Philosophy, Routledge 2001
- (Hrsg.) Companion Encyclopedia of Middle Eastern and North African Film, Routledge 2001
- (hrsg. mit G. Howarth) Encyclopedia of Death and Dying, Routledge 2001
- Introduction to Classical Islamic Philosophy, Cambridge University Press 2001
- (hrsg. mit D. Frank) Cambridge Companion to Medieval Jewish Philosophy, Cambridge University Press 2003.
- Lost in Translation: Essays in Islamic and Jewish Philosophy, Sarajevo: buybook 2004
- Islamic Aesthetics: An Introduction, Edinburgh University Press, Islamic Surveys Series 2004.
- (Hrsg.) The Qur'an: An Encyclopedia, Routledge 2006.
- Jewish Thought, Routledge 2006.